# Pyhäjärvi
Pyhäjärvi är en stad i landskapet Norra Österbotten. Pyhäjärvi har 4 964  invånare och en yta på 1 459,47 km². Pyhäjärvi blev stad 1 januari 1993, och hette 1993–1995 Pyhäsalmi efter centraltätorten.
Pyhäjärvi är enspråkigt finskt.

## Administrativ historik
Kommunens namn var före 1 januari 1969 på finska Pyhäjärvi Ol och på svenska Pyhäjärvi Ul l där Ol och Ul l står för Oulun lääni (Uleåborgs län) för att skilja kommunen från de två andra kommunerna med samma namn: Pyhäjärvi Ul i Nylands län och Pyhäjärvi Vpl i Viborgs län. Pyhäjärvi Vpl hamnade bakom gränsen efter kriget och därmed upphörde att existera, och Pyhäjärvi Ul slogs ihop med Högfors 1969, blev preciseringen onödig och namnet ändrades till endast Pyhäjärvi. Namnet Pyhäsalmi antogs 1 januari 1993 men ändrades åter till Pyhäjärvi 1 januari 1996.

## Tätorter
Vid Statistikcentralens tätortsavgränsning den 31 december 2021 fanns två tätorter inom Pyhäjärvi stads område:
| Nr | Tätort    | Folkmängd |
| -- | --------- | --------- |
| 1  | Pyhäsalmi | 2 270     |
| 2  | Ruotanen  | 394       |

## Styre och politik

### Mandatfördelning i Pyhäjärvi stad, valen 1976–2021
| 10 | 4 | 2 | 15 | 2 | 2 |

| 9 | 5 | 2 | 16 |  | 2 |

| 7 | 6 | 2 | 17 | 3 |

| 5 | 5 | 2 | 12 |  |  |  |

| 6 | 4 |  | 13 |  | 2 |

| 6 | 3 | 15 |  | 2 |

| 6 | 3 | 16 |  |  |

| 5 | 3 | 18 |  |

| 18 | 9 |

| 4 | 4 | 3 | 16 |

| 20 | 7 |

| 3 | 3 | 5 | 2 | 14 |

| 17 | 10 |

| 4 | 4 | 5 | 12 |  |  |

| 17 | 10 |

| 7 |  | 7 | 12 |

| 19 | 8 |

### Vänorter
Pyhäjärvi har inga vänorter.

## Ekonomi och infrastruktur

### Näringsliv
I Pyhäjärvi ligger Pyhäsalmi gruva, som öppnades av Outokumpu Abp 1962 och ägs sedan 2001 av det kanadensiska gruvföretaget Inmet Mining Co. Gruvan är  1 410 meter djup och har 210 anställda.[källa behövs] Där bryts koppar, zink och som biprodukt pyrit. Brytningen ska upphöra under 2022.
I gruvan finns också vad som sägs vara världens djupast belägna bastu.

### Kommunikationer
Från sjön Pyhäjärvi i staden rinner älven Pyhäjoki älv ut mot Bottenviken och den har sedan urminnes tider utgjort en färdled. Genom staden går Riksväg 4, som också utgör E75, och korsar förbindelseväg 7700. Riksväg 27 västerut passerar också stadens område. Järnvägen mellan Idensalmi och Ylivieska går genom Pyhäjärvi (Pyhäsalmi järnvägsstation) och ger förbindelse med stamnätet.

## Befolkning

### Befolkningsutveckling
| Befolkningsutvecklingen i Pyhäjärvi stad 1975–2020                                                           | Befolkningsutvecklingen i Pyhäjärvi stad 1975–2020 | Befolkningsutvecklingen i Pyhäjärvi stad 1975–2020 | Befolkningsutvecklingen i Pyhäjärvi stad 1975–2020 | Befolkningsutvecklingen i Pyhäjärvi stad 1975–2020 |
| --- | -------------------------------------------------- | -------------------------------------------------- | -------------------------------------------------- | -------------------------------------------------- |
| |                                                    |                                                    |                                                    |                                                    |
| År |                                                    |                                                    | Folkmängd                                          |                                                    |
| 1975 | 1975                                               |                                                    | 8 168                                              |                                                    |
| 1980 | 1980                                               |                                                    | 7 992                                              |                                                    |
| 1985 | 1985                                               |                                                    | 7 994                                              |                                                    |
| 1990 | 1990                                               |                                                    | 7 663                                              |                                                    |
| 1995 | 1995                                               |                                                    | 7 404                                              |                                                    |
| 2000 | 2000                                               |                                                    | 6 734                                              |                                                    |
| 2005 | 2005                                               |                                                    | 6 271                                              |                                                    |
| 2010 | 2010                                               |                                                    | 5 946                                              |                                                    |
| 2015 | 2015                                               |                                                    | 5 505                                              |                                                    |
| 2020 | 2020                                               |                                                    | 5 033                                              |                                                    |
| Anm: Uppgifterna avser förhållandena den 31 december nämnda år enligt områdesindelningen den 1 januari 2022. |                                                    |                                                    |                                                    |                                                    |

### Språk
Befolkningen efter språk (modersmål) den 31 december 2021. Finska, svenska och samiska räknas som inhemska språk då de har officiell status i landet. Resten av språken räknas som främmande. För språk med färre än 10 talare är siffran dold av Statistikcentralen på grund av sekretesskäl.
| Språk                        | Talare 2021-12-31 | Talare 2021-12-31 |
| Språk                        | Antal             | Andel (%)         |
| ---------------------------- | ----------------- | ----------------- |
| Hela befolkningen            | 4 964             | 100,0             |
| Inhemska språk totalt        | 4 901             | 98,7              |
| Finska                       | 4 888             | 98,5              |
| Svenska                      | 13                | 0,3               |
| Främmande språk totalt       | 63                | 1,3               |
| Ryska                        | 28                | 0,6               |
| Thailändska                  | 10                | 0,2               |
| Språk med färre än 10 talare | 25                | 0,5               |

|  | Finska (98,5 %) |

|  | Svenska (0,3 %) |

|  | Främmande språk (1,2 %) |

|  | Finska (98,5 %) |

|  | Svenska (0,3 %) |

|  | Främmande språk (1,2 %) |

## Kända personer
- Juristen och politikern Jonas Castrén (1850–1922) var född i Pyhäjärvi.
- Matti Juhani Saari, mannen bakom skolmassakern i Kauhajoki kommer från orten.
- Sami Sirviö, gitarrist i Kent föddes i Pyhäjärvi, men flyttade tidigt efter födseln till Torslanda i Sverige.
- Helena Takalo, världsmästare på skidor.